# Посыкино
Посыкино — деревня в Вологодском районе Вологодской области.
Входит в состав Кубенского сельского поселения (с 1 января 2006 года по 8 апреля 2009 года входила в Борисовское сельское поселение), с точки зрения административно-территориального деления — в Борисовский сельсовет.
Расстояние до районного центра Вологды по автодороге — 43 км, до центра муниципального образования Кубенского по прямой — 9 км. Ближайшие населённые пункты — Перхурьево, Старое Село, Фомкино, Турутино, Горка-Никольская, Борисово.
По переписи 2002 года население — 2 человека.